# Starter (baseball)

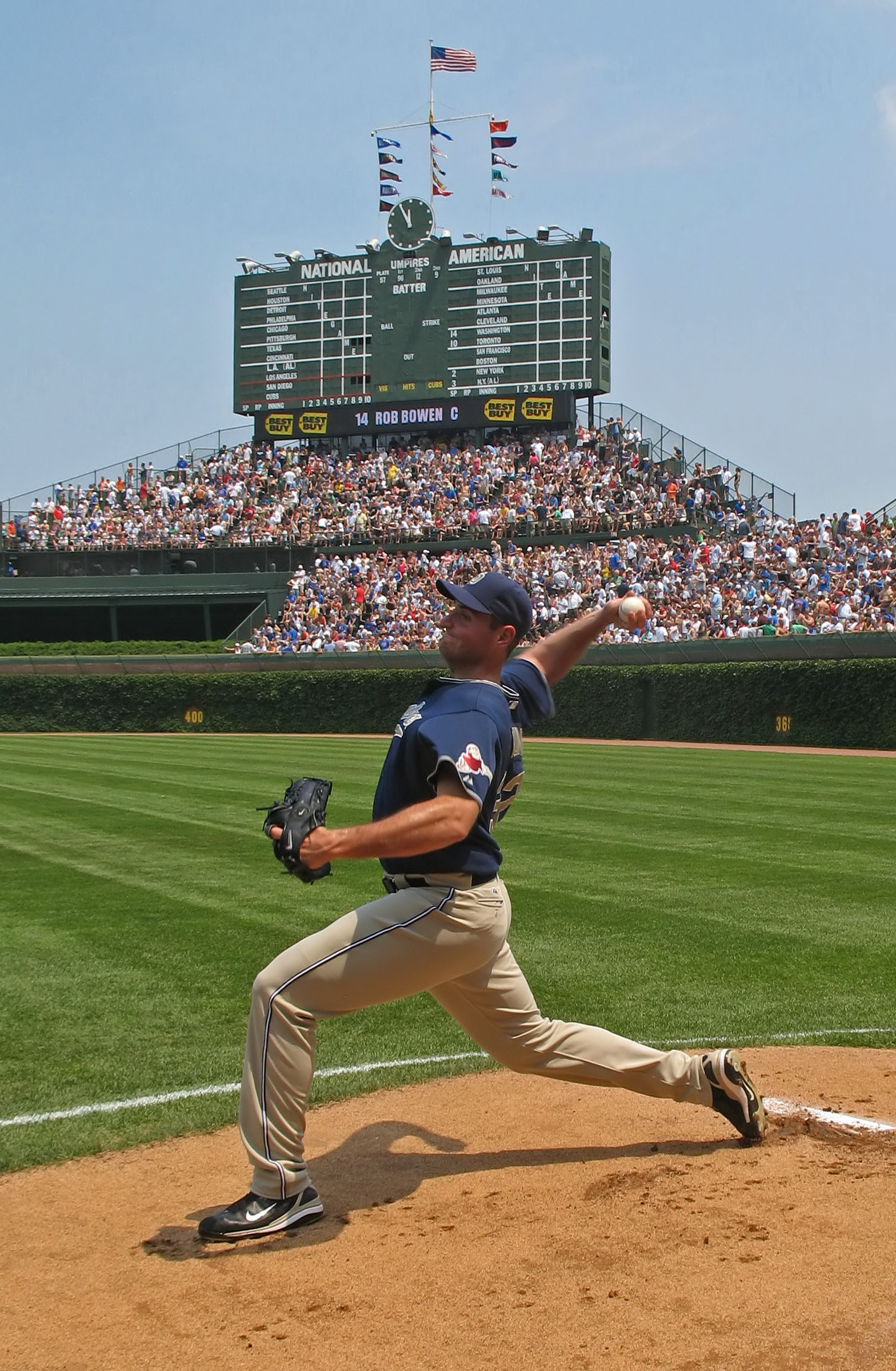
Chris Young, wówczas w San Diego Padres, rozgrzewa się w bullpenie tuż przed rozpoczęciem meczu na Wrigley Field.

Starter (ang. starting pitcher) – w baseballu i softballu miotacz, który znajduje się w wyjściowym składzie. Starterzy zazwyczaj grają co kilka spotkań, z powodu rozgrywania dużo większej liczby zmian od relief pitchera. Kluby mają obowiązek zgłosić do składu na pełny sezon pięciu starterów, którzy wedle ustalonej kolejności wystawiani są do składów na mecz.